# Барабаш Олександр Тихонович
Барабаш Олександр Тихонович (нар. 11 вересня 1923, Нова Водолага — пом. 16 січня 2004, Харків) — український вчений-правознавець, кандидат юридичних наук, професор.

## Біографія
Народився 11 вересня 1923 р. у с. Новій Водолазі на Харківщині.
У 1941—1942 роках — командир взводу на Західному та Сталінградському фронтах. Інвалід Великої Вітчизняної війни.
У 1948 році закінчив Харківський юридичний інститут (зараз Національний університет «Юридична академія України імені Ярослава Мудрого»). Навчався в аспірантурі інституту (1948—1951), з 1951 року працював на посадах асистента, старшого викладача, доцента, професора. У 1953 році захистив дисертацію «Правове регулювання оплати праці в промисловій кооперації» на здобуття наукового ступеня кандидата юридичних наук.
Помер Олександр Тихонович Барабаш 16 січня 2004 року.

## Наукова діяльність
Головними напрямами його наукових досліджень були
- трудові правовідносини
- правове регулювання трудової дисципліни
- матеріальної відповідальності.

Підготував чотирьох кандидатів наук.
Автор 160 наукових праць. Основними з них є:
- «Трудове право і підвищення ефективності суспільного виробництва»
- «Відповідальність за порушення трудової дисципліни»
- підручник «Радянське трудове право»
- навчальний посібник «Дисципліна праці»

Брав участь у виконанні комплексної цільової програми «Правове регулювання трудових відносин і відносин по соціальному захисту громадян в умовах переходу до ринкової економіки». Є одним із авторів проекту Закону України «Про охорону праці» (1992). Брав участь у розробленні проектів нормативних актів для Міністерства освіти та науки України.

## Нагороди
Відзначений 12 державними нагородами, у тому числі орденами Великої Вітчизняної війни І ступеня та Червоної Зірки. Міністерством освіти та науки України йому присвоєно звання «Відмінник вищої школи України».